# River Gipping
River Gipping är ett vattendrag i Storbritannien.   Det ligger i riksdelen England, i den sydöstra delen av landet, 110 km nordost om huvudstaden London.